# Dan Houser

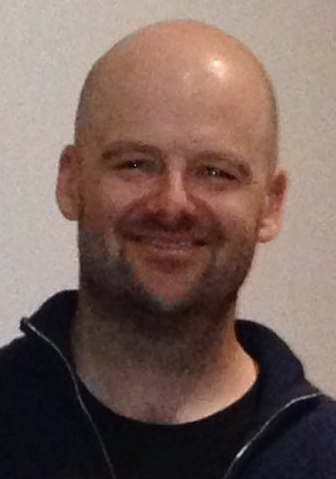
Dan Houser

Dan Houser (* 24. Mai 1974 in London) ist ein britischer Computerspiel-Entwickler und Mitgründer des Entwicklerstudios Rockstar Games. Als Autor war er für die Handlung von Red Dead Redemption, Red Dead Redemption 2 sowie der Videospiel-Reihe Grand Theft Auto verantwortlich.

## Leben
Houser gründete zusammen mit Terry Donovan, seinem Bruder Sam Houser, Jamie King und Gary J. Foreman im Jahre 1998 eine Tochtergesellschaft von Take 2 Interactive, Rockstar Games. Vorher hatte Houser bei Take 2 Interactive mitgearbeitet. Er war Vize-Präsident von Rockstar Games. Bei mehreren Spielen der Grand-Theft-Auto-Reihe wirkte Dan Houser als Drehbuchautor sowie als Produzent mit. 2009 wurde er vom US-amerikanischen Online-Spielemagazin IGN gemeinsam mit seinem Bruder Sam zu den 100 bedeutendsten Spieleentwicklern aller Zeiten gezählt.
Die Geschichte von Rockstar Games und den Werdegang der Houser-Brüder verfilmte BBC mit dem Fernsehfilm The Gamechangers (2015), in dem Dan Houser von Ian Attard gespielt wird.
Er hat Rockstar Games am 11. März 2020 nach längerer Auszeit aus unbekannten Gründen verlassen.

## Ehrungen
- 2014: British Academy Video Games Awards: BAFTA Fellowship Award (zusammen mit Rockstar Games)
- 2014: Academy of Interactive Arts & Sciences: Aufnahme in die Hall of Fame (zusammen mit Rockstar Games)